# Дониях, Георгий Анатольевич
Георгий Анатольевич Дониях (15 (28) февраля 1914, Киев — 23 ноября 1976, Ленинград) — российский и советский дирижёр, педагог, скрипач. Заслуженный деятель искусств Узбекской ССР.

## Биография
Дониях Георгий Анатолиевич родился в городе Киев 15 (28) февраля 1914 года, в православной семье студента Киевского Политехнического института Дониях Анатолия Владимировича и жены его Марии Николаевны.
В 1915 году семья Донияхов переехала в Астрахань. Любовь к музыке прививалась с детства: домашние концерты для гостей были привычной формой досуга. Мама хорошо пела и сама, регулярно давала частные уроки пения, невольным участником которых являлся и ребёнок. Первоначальной элементарной музыкальной грамоте его учила мама и бабушка. Георгий окончил музыкальную школу, а затем и Астраханское музыкальное училище.
В 1932 году, Георгий по настоянию родителей вынужден поступить в Астраханский Технический институт рыбного хозяйства и промышленности, который успешно окончил в 1937 году. В 1936 году, ещё не закончив Технический институт, он поступает в Саратовскую консерваторию им. Л. В. Собинова, а 8 марта 1937 года, защитив диплом в рыбном институте, возвращается в Саратов для продолжения учёбы в консерватории.
В 1938 году Георгий Дониях был принят на дирижерско-симфонический факультет Ленинградской Ордена Ленина Государственной Консерватории. В 1941 году студенты консерватории эвакуируются в Ташкент, и уже в сентябре 1941 года попадает на работу в качестве дирижёра Ташкентского Государственного русского театра оперы и балета им. Я. М. Свердлова, одновременно систематически выступая с Симфоническим Государственным оркестром Узбекской ССР. В 1943 году Георгий Дониях окончил в Ташкенте Ленинградскую консерваторию и остался постоянно работать в Узбекистане. Здесь он ведет педагогическую работу в Ташкентской консерватории, где с 1944 года исполняет обязанности доцента по классу симфонического дирижирования, и в Ленинградской ордена Ленина государственной консерватории им. Римского-Корсакова, пока она не подверглась реэвакуации.
Почти десять лет, с 1950 по 1959 гг. он работал в Ленинградском Ордена Ленина Академическом малом театре оперы и балета (МАЛЕГОТ). В 1959 году был переведен на должность художественного руководителя и главного дирижера Русского Народного Оркестра имени В. В. Андреева Ленинградского комитета по телевидению и радиовещанию. В Ленинградский театр музыкальной комедии Г. А. Дониях был приглашен на должность главного дирижера в 1971 году, где проработал до марта 1975 года.
Георгий Анатольевич Дониях умер 23 ноября 1976 года.

## Творчество
Постановки Г. А. Донияха:
- Национальный Узбекский театр им. Ташкентского Совета: «Сухайль и Мехри» музыка М. Левиева, «Фархад и Ширги», музыка Ю. Радабг, либретто К. Яшела.
- Ленинградский Ордена Ленина Академический малый театр оперы и балета: произведения современных композиторов «Денис Давыдов» М. Глуха, «Броненосец Потёмкин» О. Чишко, «Сын полка» В. Богданова-Березовского, «Гроза» В. Пушкова, «Молодая гвардия» и «Северные зори» Ю. Мейтуса, «Вешние воды» А. Гольденвейзера, «Мятеж» Х. Эйнатова, «Машенька» А. Ручьева, «Ходжа Насреддин» В. Арапова, «Двенадцать месяцев» и «Гаврош» Б. Битова, «Ивовая веточка» О.Евлахова, «Суворов» В. Василенко, «Война и мир» С. Прокофьева, «Семь красавиц» К. Караева, «Ивушка» О. Евлахова, «Кирилл Извеков» и «Первые радости» А. Чернова, «Тихий Дон» и «Далеко от Москвы» И. Дзержинского, «Клоп» О. Каравайчука, «Угрюм-река» и «Бесприданница» Д. Френкеля; мировая классика «Риголетто», «Травиата», «Сицилийская вечерня», «Дон Карлос», «Отелло» и «Трубадур» Дж. Верди, «Паяцы» Р. Леонкавалло, «Джоконда» А. Понкьслли, «Летучий голландец» Р. Вагнера, «Манон» Ж. Массне, «Таинственный замок» С. Монюшко, «Самсон и Далила» К. Сен-Санса, «Царская невеста» Н. Римского-Корсакова, «Сорочинская ярмарка» М. Мусоргского, «Евгений Онегин», «Иоланта» и «Лебединое озеро», П. Чайковского, «Жар-птица» И. Стравинского.
- Русский Народный Оркестр им. В. В. Андреева Ленинградского комитета по телевидению и радиовещанию: Мусоргский «Картинки с выставки» — переложение В. Бояшова, «Концертный вальс» — переложение Б. Глябовского, «Жар-птица» И. Стравинского и др.
- Ленинградский театр музыкальной комедии: К. Листов «Сердце балтийца», В. Баснер «Дочь океана», В. Дмитриев «Ночной незнакомец», «Граф Люксембург» Ф. Легар, «Роз-Мари» Р. Фримль, «Герцогиня Герольштейнская» Ж. Оффенбах, «Как сделать карьеру» Ф. Лессер, «Свадьба Кречинского», «Дело», «Труффальдино» и «Жар-птица» А. Колкера, «Свадьба с генералом» Е. Птичкина и др.